# Héliport de Monaco

i7
i11
i13
Der Héliport de Monaco (IATA-Code: MCM, ICAO-Code: LNMC) ist ein Hubschrauberlandeplatz im Stadtbezirk Fontvieille des Fürstentums Monaco. Es handelt sich um die einzige öffentliche Einrichtung der Luftfahrt im Fürstentum.

## Lage
Der Héliport befindet sich direkt an der Küste zum Mittelmeer in der Nähe zum Fußballstadion Stade Louis II und zum Chapiteau. Die An- und Abflüge finden nur über die Meeresseite statt. Der Flug zum 19 Kilometer entfernten, in südwestlicher Richtung gelegenen Flughafen Nizza Côte d’Azur, der über das Cap Ferrat führt, wird ebenfalls über das Meer entlang der Küste durchgeführt. Unmittelbar neben dem Héliport befinden sich die Bushaltestelle der Linien 4 und 6 der Compagnie des Autobus de Monaco (CAM).

## Nutzung
Der Héliport wird hauptsächlich von der nationalen Fluggesellschaft, der Heli Air Monaco, sowie vom ansässigen Hubschrauberunternehmen Monacair bedient. Am Gelände befindet sich der Aéroclub de Monaco und die Zivilluftfahrtbehörde. Vor Ort befinden sich acht Landeplätze mit Tankstelle und den dazugehörigen Hangars.

## Galerie

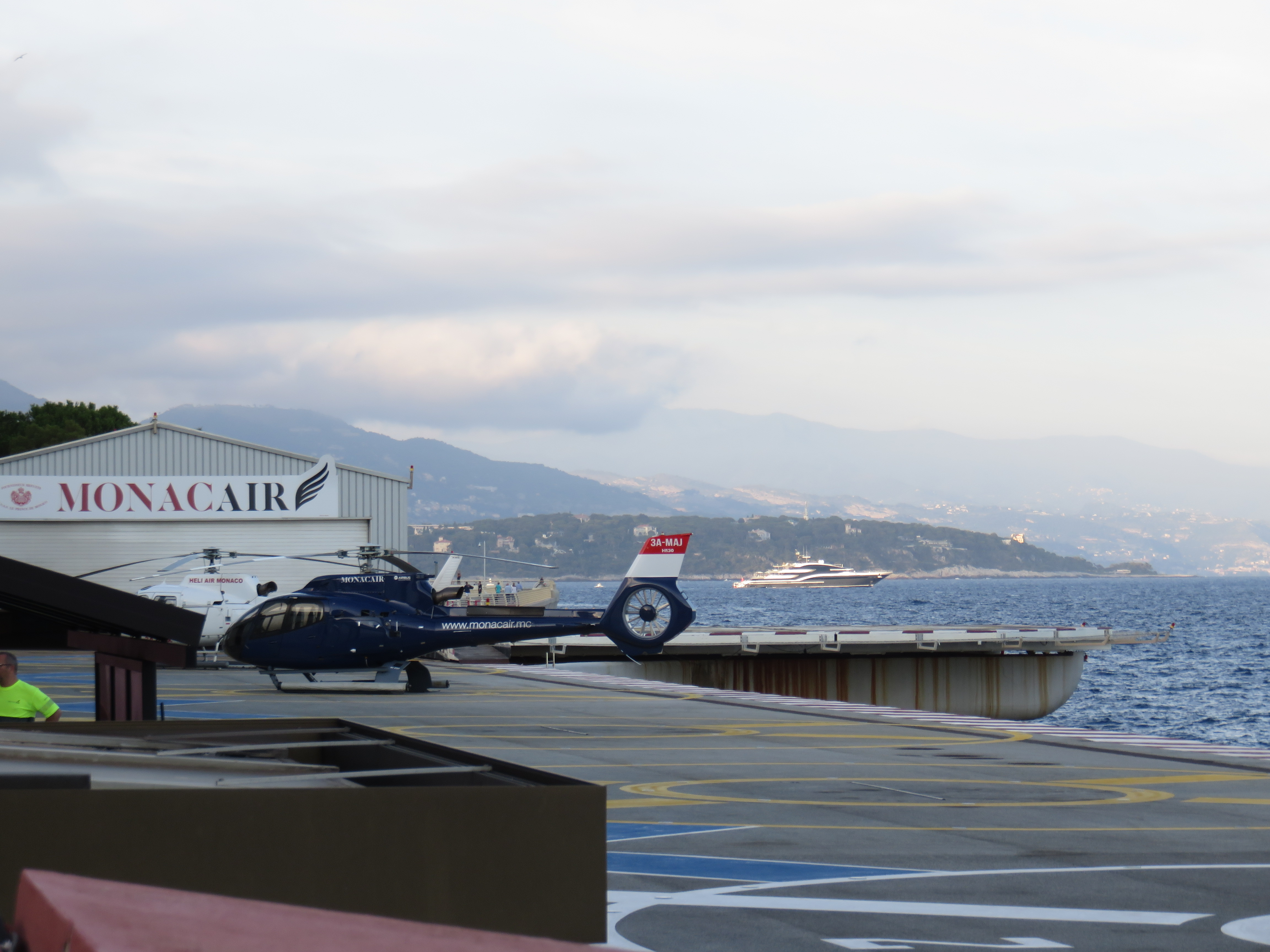
Héliport de Monaco
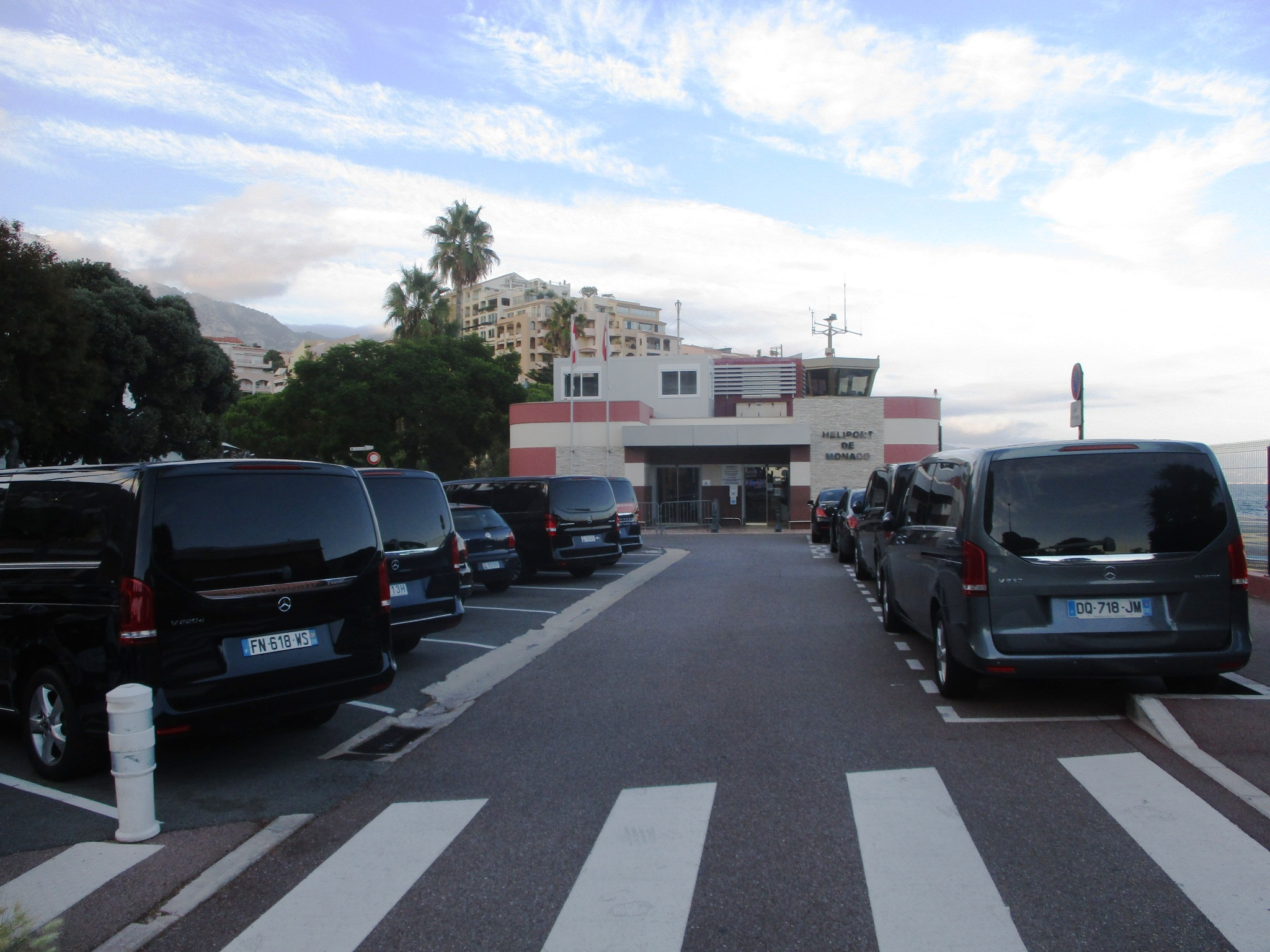
Zufahrt zum Héliport de Monaco